# 皱孢冷蕨
皱孢冷蕨（学名：Cystopteris dickieana）为蹄盖蕨科冷蕨属下的一个种。

## 扩展阅读
- 維基物種上的相關：皱孢冷蕨